# Remembering Me-Me
| Recensione | Giudizio |
| ---------- | -------- |
| AllMusic   | [ 1 ]    |

Remembering Me-Me è un album discografico di Clifford Jordan, pubblicato dall'etichetta discografica Muse Records nel 1977.

## Tracce
Lato A
1. It's Time – 7:29 (Max Roach)
2. Powerful Paul Robeson – 5:51 (Clifford Jordan, Hank Smith)
3. Symphony in Blues – 6:15 (Roy Burrowes)

Lato B
1. Ole Funny Columbine – 10:11 (Clifford Jordan, J. Cridland)
2. Mama's Little Boy Thinks He's a Man – 4:36 (Clifford Jordan)
3. Me-Me (Prayer to the People) – 3:30 (Clifford Jordan, Hank Smith)

## Musicisti
- Clifford Jordan - sassofono tenore
- Roy Burrowes - tromba, flicorno
- Chris Anderson - pianoforte, pianoforte elettrico
- Wilbur Ware - contrabbasso (eccetto nei brani: Symphony in Blues e Ole Funny Columbine)
- Kiyoto Fujiwara - contrabbasso (solo nei brani: Symphony in Blues e Ole Funny Columbine)
- George Avaloz - batteria
- Hank Diamond Smith - tamburo africano (brano: Ole Funny Columbine)
- Hank Diamond Smith - voce (brani: Powerful Paul Robeson e Me-Me (Prayer to the People))
- Boo Boo Monk - voce (brani: Powerful Paul Robeson e Ole Funny Columbine)
- Donna Jordan - voce (brano: Ole Funny Columbine)
- Terri Plair - voce (brano: Ole Funny Columbine)

Note aggiuntive
- Frank Fuentes - produttore
- Registrato al Blue Rock Studio di New York il 18 e 19 maggio 1976
- Michael Ewaska - ingegnere delle registrazioni
- Clifford Jordan - mixaggio
- Bob Smith - illustrazione album
- Martin Bough - fotografia
- Sandy Jordan e Al Pisano - design album
- Harvey Brown - note sull'album[2]